# 38 Boötis
38 Bootis (38 Boo, Merga) – gwiazda w gwiazdozbiorze Wolarza. Znajduje się około 160 lat świetlnych od Ziemi.

## Nazwa
Gwiazda ta ma nazwę własną Merga, która wywodzi się od słowa Marra, którego Columella i Juwenalis używali dla określenia grabi lub motyki. Pliniusz znał ją pod nazwą łac. Falx Italica, co oznacza sierpak (nóż ogrodniczy); nazwy te odnoszą się do wyobrażonego narzędzia w ręku postaci Wolarza. Międzynarodowa Unia Astronomiczna w 2016 formalnie gwiazd zatwierdziła użycie nazwy Merga dla określenia tej gwiazdy.